# Meine liebe Rabenmutter (Film)
Meine liebe Rabenmutter ist ein biografischer Spielfilm aus dem Jahre 1981 mit Faye Dunaway. Inszeniert wurde er von Frank Perry. Das Drehbuch wurde nach dem autobiografischen Roman Meine liebe Rabenmutter von Christina Crawford geschrieben, die darin behauptete, dass ihre Mutter Joan Crawford sie misshandelt habe. Der Film spielte bei ca. 5 Millionen Dollar Produktionskosten etwa 39 Millionen Dollar ein. Heute wird er als Kultfilm angesehen.

## Handlung
Der Hollywoodstar Joan Crawford ist ein Kontrollfreak, der von seiner Umwelt Perfektion und Sauberkeit erwartet. Für ihre Arbeit bei den MGM Studios steht sie bereits um 4:00 Uhr morgens auf und unterzieht sich einem strengen Ritual der Körperpflege. Gegenüber ihren Dienstboten ist sie gelegentlich unbeherrscht.
Sie hat eine Beziehung mit dem Anwalt Gregg Savitt. Ihre Karriere befindet sich auf dem absteigenden Ast. Sie adoptiert das Mädchen Christina und später den Jungen Christopher. Joan überschüttet die Tochter mit Luxus, ist auf der anderen Seite sehr streng mit ihr.
Christina rebelliert gegen die Mutter, die ihre Tochter emotional verletzt. Zwischen Mutter und Tochter beginnt ein Kleinkrieg, der absurde Formen annimmt.
Joan trennt sich von Gregg und entwickelt krankhafte Aggressionen. Nach der Trennung schneidet sie Gregg aus allen gemeinsamen Fotos heraus.
Auch gegenüber der Tochter entwickelt sie Aggressionen, die auch in körperliche Gewalt umschlagen.
Joan schickt Christina später auf die Chadwick School. Als Joan ihre Tochter später in Gegenwart einer Reporterin demütigt, fragt sie ihre Mutter, warum sie sie überhaupt adoptiert habe. Daraufhin sagt ihr Joan, dass es aus Publicitygründen geschah.
Joan schickt Christina auf die Flintridge Sacred Heart Academy; hier lebt Christina wie in einem Gefängnis ohne Kontakt zur Außenwelt. Joan heiratet Alfred Steele, CEO von Pepsi-Cola, zieht nach New York City. Dort lässt sie sich von ihm aushalten.
Christina zieht nach ihrem Abschluss nach Manhattan, wo sie in einer Seifenoper mitspielt. 1977 stirbt Joan. Christina und Christopher erfahren, dass ihre Mutter sie enterbt hat. Christopher sagt, dass die Mutter wieder das letzte Wort gehabt habe. Christina bezweifelt diese Aussage.

## Kritik
Mommie Dearest als Film erhielt gemischte Kritiken (48 % auf Rotten Tomatoes – basierend auf 44 Kritiken), insbesondere Faye Dunaway wurde für ihre Darstellung gelobt ("Faye Dunaway's legendary performance as a wire-wielding monster", „Faye Dunaways legendäre Leistung als drahtschwingendes Monster“). Das Lexikon des Internationalen Films schrieb: „Star-Film mit einer hervorragenden Leistung der Hauptdarstellerin; allerdings radikal subjektiv und für eine psychologische Studie zu oberflächlich.“

## Werbung
Nach einem Monat reagierte Paramount darauf, dass der Film an der Kinokasse als unfreiwillige Komödie angenommen wurde. Die Werbung wurde in "Meet the biggest MOTHER of them all!" („Triff die größte MUTTER von allen!“) geändert.

## Auszeichnungen und Nominierungen
Dunaways Darstellung der Crawford führte dazu, dass sie vom American Film Institute auf die Liste der „besten Schurken der Filmgeschichte“ gesetzt wurde (Platz 41.). Ihre Zeile "No wire hangers, ever!" („Keine Drahtbügel, niemals!“) wurde vom selben Institut auf die Nr. 72. der besten Filmzitate gewählt.
| Preis                              | Kategorie                      | Thema           | Resultat  |
| ---------------------------------- | ------------------------------ | --------------- | --------- |
| National Society of Film Critics   | Beste Darstellerin             | Faye Dunaway    | 2. Platz  |
| New York Film Critics Circle Award | Beste Darstellerin             | Faye Dunaway    | 2. Platz  |
| Goldene Himbeere                   | Schlechteste Darstellerin      | Faye Dunaway    | Gewonnen  |
| Goldene Himbeere                   | Schlechtester Nebendarsteller  | Steve Forrest   | Gewonnen  |
| Goldene Himbeere                   | Schlechteste Nebendarstellerin | Rutanya Alda    | Nominiert |
| Goldene Himbeere                   | Schlechteste Nebendarstellerin | Mara Hobel      | Nominiert |
| Goldene Himbeere                   | Schlechteste Nebendarstellerin | Diana Scarwid   | Gewonnen  |
| Goldene Himbeere                   | Schlechteste Regie             | Frank Perry     | Nominiert |
| Goldene Himbeere                   | Schlechtestes Drehbuch         | Frank Perry     | Gewonnen  |
| Goldene Himbeere                   | Schlechtestes Drehbuch         | Robert Getchell | Gewonnen  |
| Goldene Himbeere                   | Schlechtestes Drehbuch         | Tracy Hotchner  | Gewonnen  |
| Goldene Himbeere                   | Schlechtestes Drehbuch         | Frank Yablans   | Gewonnen  |
| Goldene Himbeere                   | Schlechtester Film             | Frank Yablans   | Gewonnen  |

Faye Dunaway teilte sich den Preis für die schlechteste Darstellerin mit Bo Derek für Tarzan – Herr des Urwalds.

## Synchronisation
Die deutsche Synchronfassung entstand bei der Berliner Synchron GmbH unter der Dialogregie von Dietmar Behnke nach dem Dialogbuch von Hans Bernd Ebinger.
| Rolle                       | Schauspieler       | Synchronstimme         |
| --------------------------- | ------------------ | ---------------------- |
| Alfred Steele               | Harry Goz          | Joachim Nottke         |
| Aufsichtsratsmitglied       | Phillip R. Allen   | Claus Jurichs          |
| Aufsichtsratsmitglied       | Michael Hawkins    | Jürgen Kluckert        |
| Aufsichtsratsvorsitzender   | S. John Launer     | Lothar Köster          |
| Belinda Rosenberg           | Belita Moreno      | Marianne Lutz          |
| Bestatter                   | Russ Marin         | Manfred Grote          |
| Beth Simpson                | Virginia Kiser     | Bettina Schön          |
| Carol Ann                   | Rutanya Alda       | Inge Landgut           |
| Christina Crawford          | Diana Scarwid      | Madeleine Stolze       |
| Christina Crawford (jung)   | Mara Hobel         | Jessica Breves         |
| David                       | Robert Harper      | Hans-Jürgen Wolf       |
| Fotografin                  | Victoria James     | Christine Schnell-Neu  |
| Greg Savitt                 | Steve Forrest      | Horst Schön            |
| Helga                       | Alice Nunn         | Erna Haffner           |
| Jimmy                       | Gary Allen         | Manfred Schuster       |
| Joan Crawford               | Faye Dunaway       | Renate Küster          |
| Krankenschwester            | Cathy Lind Hayes   | Marina Genschow        |
| Louis B. Mayer              | Howard Da Silva    | Klaus Miedel           |
| Mr. Dodd                    | Joe Warren         | Lothar Köster          |
| Mrs. Chadwick               | Priscilla Pointer  | Christine Gerlach      |
| Mutter Oberin               | Carolyn Coates     | Gudrun Genest          |
| Mutter Oberin im Waisenhaus | Margaret Fairchild | Gudrun Genest          |
| Radiointerviewer            | Jerry Douglas      | Wolfgang Völz          |
| Rechtsanwalt                | Warren Munson      | Erik Schumann          |
| Regieassistent              | Nicholas Mele      | Ingo Osterloh          |
| Regieassistent              | Iain Bruce         | Hans-Helmut Müller     |
| Soapdarsteller              | Matthew Campion    | Hans-Jürgen Dittberner |
| Ted Gelber                  | Michael Edwards    | Karl Schulz            |
| Tony                        | David Price        | Torsten Sense          |
| Radiosprecher               | (N. N.)            | Lothar Hinze           |